# Agylla asra
Agylla asra är en fjärilsart som beskrevs av William Schaus 1911. Agylla asra ingår i släktet Agylla och familjen björnspinnare. Inga underarter finns listade i Catalogue of Life.